# Carinodrillia halis
Carinodrillia halis é uma espécie de gastrópode do gênero Carinodrillia, pertencente a família Pseudomelatomidae.